# Oliva tricolor
Oliva tricolor là một loài ốc biển, là động vật thân mềm chân bụng sống ở biển trong họ Olividae, họ ốc gạo hoa.

## Tham khảo

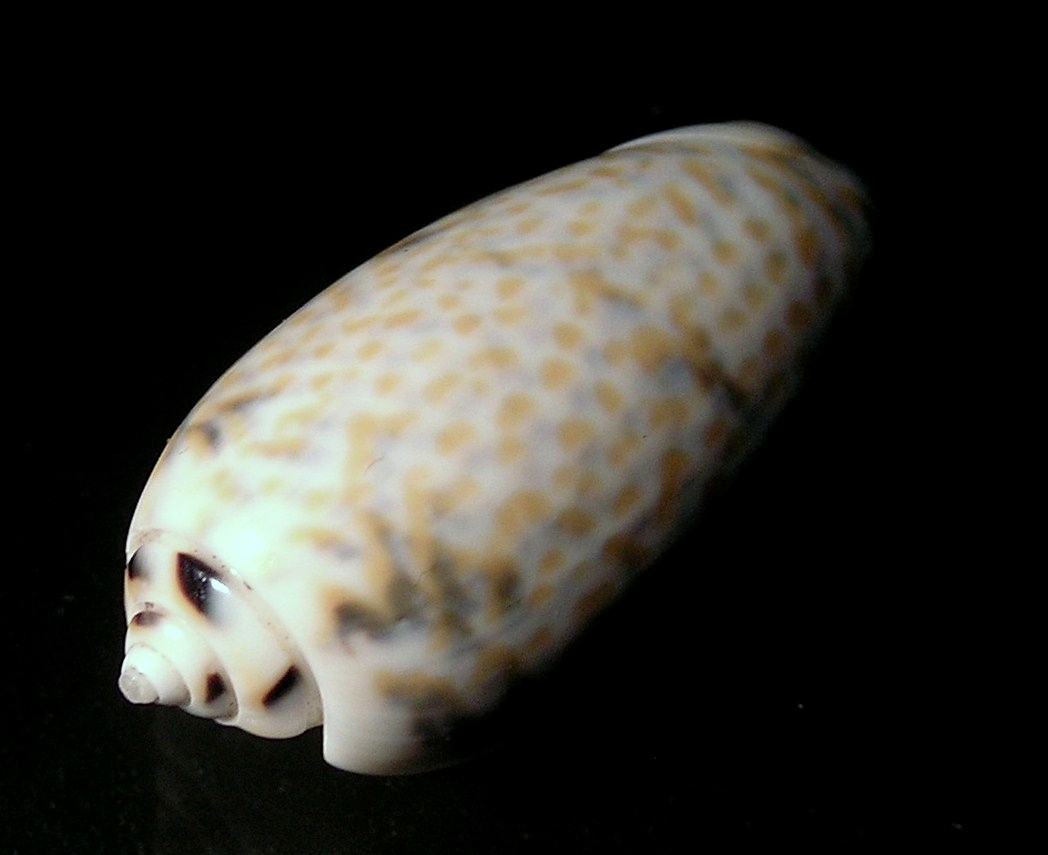
Oliva tricolor philantha
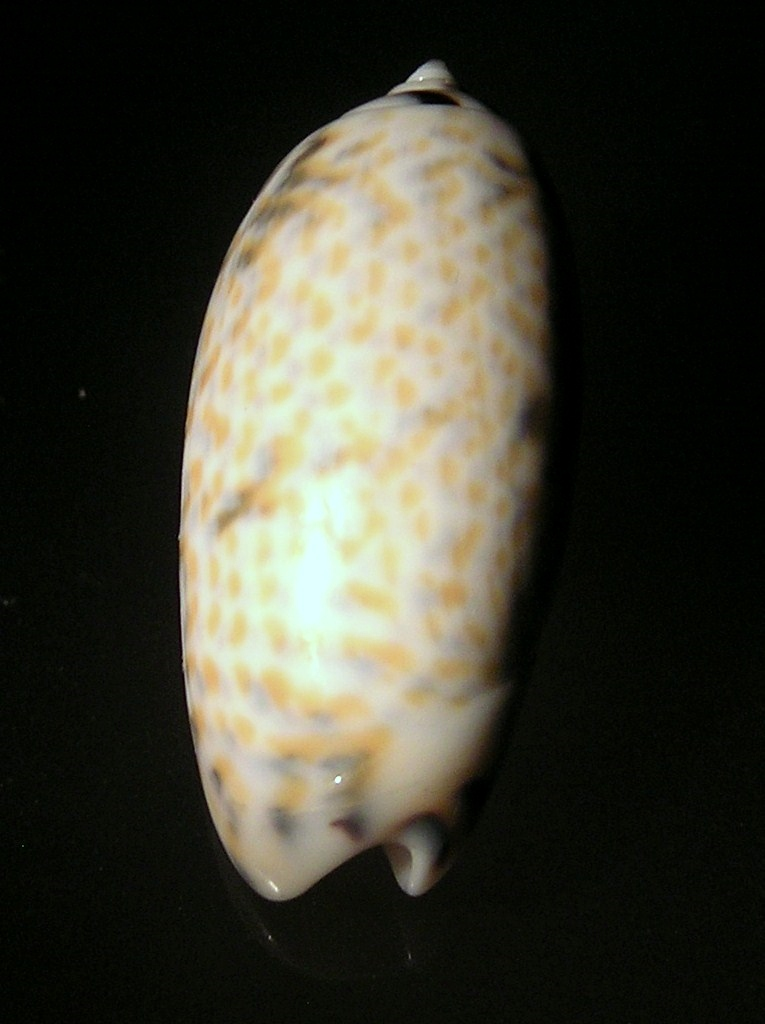
Oliva tricolor philantha